# Terence O'Brien
Terence O'Brien   (Thanet, 23 de desembre de 1906 - Sutton, 19 de desembre de 1982) fou un remer anglès que va competir durant la dècada de 1920.
O'Brien era membre del London Rowing Club. El 1927, fent parella amb Robert Nisbet, guanyà la Silver Goblets de la Henley Royal Regatta. El 1928 va prendre part en els Jocs Olímpics d'Amsterdam, on disputà la prova del dos sense timoner del programa de rem. Formant parella amb Robert Nisbet guanyà la medalla de plata. El 1930 guanyà la medalla d'or en la prova de vuit amb timoner dels Jocs de la Commonwealth.